# Интернационални спортски и културни центар Фошан
Интернационални спортски и културни центар Фошан (кин.: 佛山国际体育文化演艺中心, енг.: Foshan International Sports and Cultural Center) је затворена арена смештена у Фошану, у Кини. Користи се углавном за кошаркашке утакмице и концерте.
Дворана је отворена 10. новембра 2018. године као домаћин 27. Кинеског филмског фестивала Златни петао и сто цвећа. Дана 2. децембра 2018. године, квалификациона утакмица Светског првенства у кошарци за 2019. коју су играли Кина и Либан одржана је као први меч у новој дворани. 
Кинески кошаркашки савез је прогласио арену својим другим домом и одиграно је шест утакмица у сезони 2018-2019 Кошракашкој Кинеској лиги у децембру 2018. године.
Пошто је Кина домаћин Светског првенства у кошарци 2019. године, у овој дворани ће се играти мечеви Д групе, и још пар мечева завршнице турнира.